# Jardines del Rey
Jardines del Rey es el nombre de un conjunto de cayos que conforman la parte oriental del archipiélago de Sabana-Camagüey, el más extenso y numeroso de los cuatro que rodean la isla de Cuba.

## Contexto geográfico
Está situado al norte de las provincias de Villa Clara, Sancti Spíritus, Ciego de Ávila y Camagüey, perteneciente al archipiélago cubano que incluye los cayos de:
- Cayo Guillermo
- Cayo Coco
- Cayo Romano
- Cayo Cruz
- Cayo Guajaba
- Cayo Sabinal
- Cayo Santa María

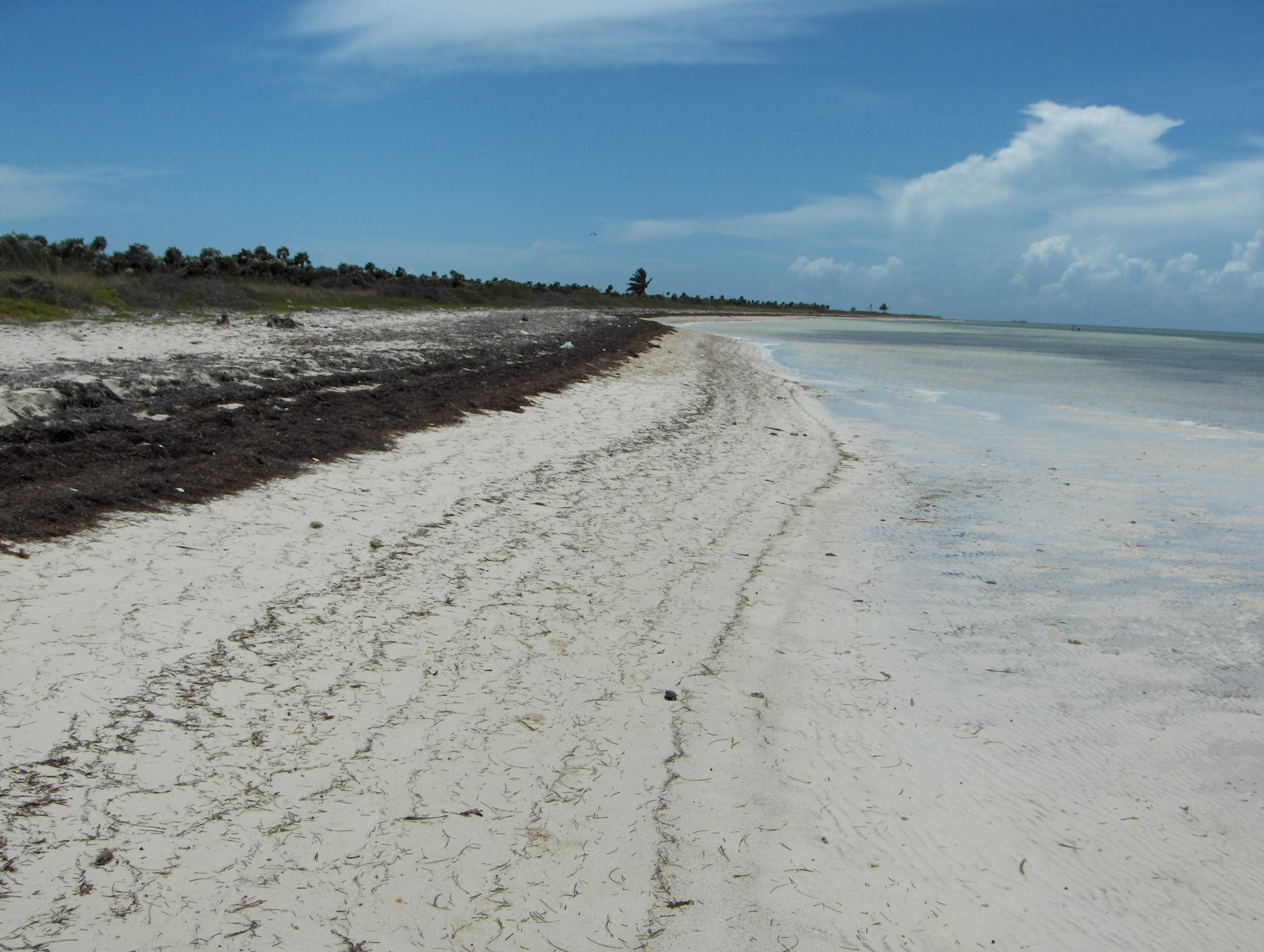
Cayo Coco.

Cayo Paredón Grande y Cayo Confites, entre otros. La mayoría de estas islas están unidas por una carretera artificial sobre el mar al resto del territorio cubano y a la red estatal de carreteras.

## Etimología
Su nombre data de la colonización española, cuando fue nombrado por Diego Velázquez de Cuéllar sobre el año 1514, su descubridor, decidió nombrar así a la zona por su exuberante vegetación y sus hermosas playas de arena fina, en honor al por aquel entonces rey de España, Fernando El Católico.

## Cayos
El lugar más renombrado es Cayo Santa María, conocido como «La Rosa Blanca de los Jardines del Rey». Forma parte de las Cayerías del Norte junto a Cayos Ensenachos y Cayo las Brujas. Entre sus numerosas playas resalta Playa Perla Bianca, caracterizada por arenas finas y por la presencia del delfinario. 
Cayo Coco está clasificado como uno de los mejores puntos de submarinismo de Cuba y entre sus playas destaca Playa Las Coloradas, un espacio natural que se mantiene virgen. 
Cayo Guillermo se conecta a Cayo Coco mediante el Pedraplén y cuenta con numerosas playas de fina arena blanca como Playa Pilar, Playa del Medio y Playa de El Paso.

## Flora y fauna

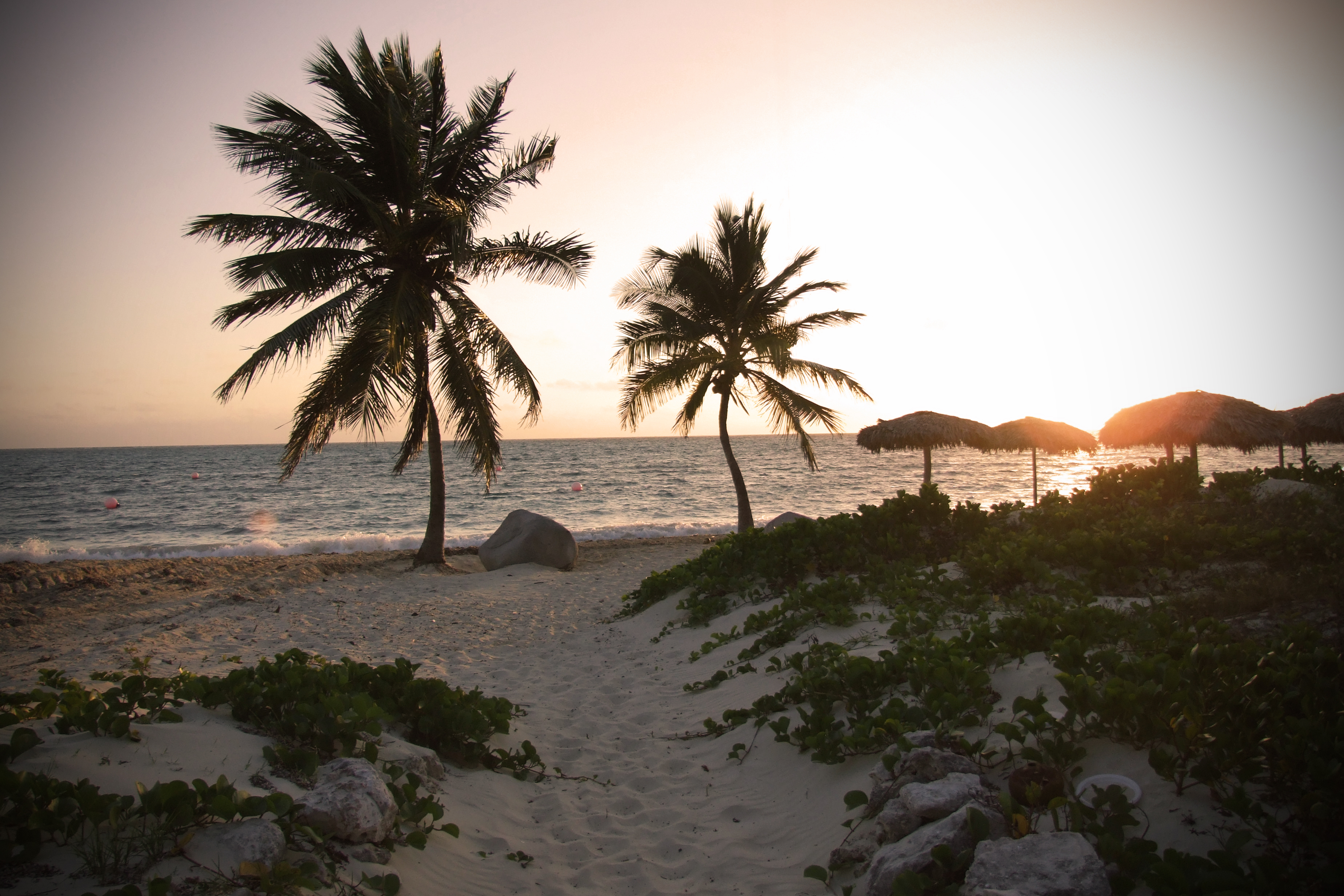
Atardecer en una playa.

La zona cuenta con abundante vegetación tropical, además de ser guarida de una colonia de unos 30.000 flamencos rosados. En los cayos se encuentran varios tipos de aves exóticas, así como reptiles, también están muy cerca de una barrera de coral de unos 400 km de longitud, que se estima la segunda de importancia mundial. Es un excelente sitio para la práctica del buceo y otros deportes náuticos.